# Байдар (син Чагатая)
Байдар (д/н — бл. 1246) — монгольський царевич, син Чагатая й унгіратки Елесун, онук Чингіс-хана, кузен хана Батия. В італійських хроніках названо Петою

## Біографія
Брав участь у загальноімперському західному поході (1236—1242). За даними Галицько-Волинського літопису, разом з Батиєм тримав в облозі Київ (1240). Потім на чолі окремого тумену разом рідним братом Каданом та Ордою (братом Бату) воював у Польщі, де захопив Люблін і Завіхост, здобув перемоги під Турськом (13 лютого 1241 року), під Хмільником (18 березня 1241 року), під Торчком (19 березня 1241 року) та при Легниці (9 квітня), а потім спільно з Ордою і Каданом захопив Сандомир (13 лютого) і Краків (28 березня). Але спробі захопити Вроцлав завадив рух богемського короля Вацлава I до Сілезії. За цим разом з іншими монгольськими полководцями рушив на з'єднання до Батия в Угорщині. Сплюндрував Моравію, але не зміг захопити Брно, де під час одного зі штурмів отримав поранення. Лише у червні 1241 року подолавши Карпати через Яблуницький перевал, Байдар приєднав до основних сил. Брав участь у захопленні Загребу та усієї Хорватії, вторгненню до Далмації..
Брав участь у курултаї, який проголосив каганом Гуюка (1246). Ймовірно невдовзі помер, оскільки після чого про байдара відсутні згадки. Син Байдара — Алгу — панував у Чагатайському улусі у 1261—1266 роках.